# Tirà crestat de les Galápagos
El tirà crestat de les Galápagos (Myiarchus magnirostris) és un ocell de la família dels tirànids (Tyrannidae).

## Hàbitat i distribució
Habita els matolls de les Illes Galápagos.